# Болиєріди
Болиєріди (Bolyeriidae) — родина неотруйних змій надродини Нижчі змії інфраряду Alethinophidia. Має 2 роди та 2 види. Інша назва «маскаренський удав».

## Опис
Загальна довжина представників цієї родини досягає 1 м. Голова пласка, морда витягнута, закруглена. Тулуб сплощений, довгий. Мають обидві легені, ліве — маленьке. Відсутні рудименту тазу й задніх кінцівок, верхньощелепна кістка розділена на дві частини — передню й задню, які рухомо пов'язані між собою. Забарвлення коричневе або оливкове. Черево набагато світліше.

## Спосіб життя
Полюбляють скелясті та кам'янисті місцини. Активні вночі. Харчуються ящірками.
Це яйцекладні змії. Самиці відкладають до 10 яєць.

## Розповсюдження
Мешкають лише на о. Раунд. Раніше були на о. Маврикій, але були винищені. Сьогодні рід Bolyeria вважається майже вимерлим.

## Види
- Bolyeria
- Casarea